# Japan Soccer League 1978
La stagione 1978 è stata la quattordicesima edizione della Japan Soccer League, massimo livello del campionato giapponese di calcio.

## Avvenimenti

### Antefatti
Il Mitsubishi Heavy Industries continuò a riscuotere successo promuovendo giovani come Noboru Nagao, premiato come miglior esordiente del torneo. Sul fronte allenatori, lo Yanmar Diesel promosse il cannoniere Kunishige Kamamoto alla guida tecnica.
Dal punto di vista regolamentare, il match del girone di andata tra i campioni in carica e i vincitori della coppa nazionale venne reso valido per l'assegnazione della Supercoppa nazionale. Fu inoltre ripristinato il periodo di svolgimento del torneo precedente al 1976, con inizio ad aprile, conclusione a novembre e pausa estiva.

### Il campionato
L'avvio della competizione vide la supremazia dei campioni in carica del Fujita Kogyo che, galvanizzati dalla Supercoppa guadagnata dopo la prima giornata, presero subito il comando della classifica arrivando al termine del girone di andata (conclusosi il 15 maggio) con tre punti di vantaggio su Yanmar Diesel e Mitsubishi Heavy Industries. Nel corso del girone di ritorno (iniziato l'8 settembre), la capolista calò il ritmo e il club della divisione motori Mitsubishi (che nel corso della pausa estiva aveva cambiato i colori societari passando da blu a rosso) ne approfittò, prendendo il comando della classifica e accumulando, al termine del torneo, un consistente vantaggio nei confronti delle altre pretendenti al titolo.
Nelle posizioni appena successive il neopromosso Yomiuri, all'esordio in massima divisione, riuscì ad andare oltre l'obiettivo salvezza grazie ad un girone di ritorno di alto livello, mentre a fondo classifica figurò il nome del Furukawa Electric, inchiodato sul fondo della classifica per buona parte del torneo e salvo solo grazie alla vittoria nei play-off contro l'Honda Motor dominatore della seconda divisione. Nel secondo confronto promozione/salvezza il
Nissan Motors ottenne la sua seconda promozione consecutiva grazie ad un 2-0 inflitto al Fujitsu nella gara di andata. Nelle parti basse della seconda divisione il Kyoto Shiko, rimasto arenato in fondo alla graduatoria, subì una doppia sconfitta nel playoff con lo Yamaha Motors; si salvò invece da un doppio tonfo il Toyota Motors, a scapito del Toho Titanium.

## Squadre partecipanti

### Profili
Division 1
| Club partecipanti | Club partecipanti | Città      | Stagione 1977                   |
| ----------------- | ----------------- | ---------- | ------------------------------- |
| Fujita Kogyo      | dettagli          | Tokyo      | Campione del Giappone           |
| Fujitsu           | dettagli          | Kawasaki   | 9° in JSL Division 1            |
| Furukawa Electric | dettagli          | Yokohama   | 6° in JSL Division 1            |
| Hitachi           | dettagli          | Koganei    | 3° in JSL Division 1            |
| Mitsubishi HI     | dettagli          | Tokyo      | 2° in JSL Division 1            |
| Nippon Kokan      | dettagli          | Kawasaki   | 8° in JSL Division 1            |
| Nippon Steel      | dettagli          | Kitakyūshū | 7° in JSL Division 1            |
| Toyo Kogyo        | dettagli          | Hiroshima  | 4° in JSL Division 1            |
| Yanmar Diesel     | dettagli          | Osaka      | 5° in JSL Division 1            |
| Yomiuri           | dettagli          | Tokyo      | 1° in JSL Division 2 (promosso) |

Division 2
| Club partecipanti | Club partecipanti | Città     | Stagione 1977                                |
| ----------------- | ----------------- | --------- | -------------------------------------------- |
| Honda Motor       | dettagli          | Hamamatsu | 7° in JSL Division 2                         |
| Kofu Club         | dettagli          | Kōfu      | 5° in JSL Division 2                         |
| Kyoto Shiko       | dettagli          | Kyoto     | 6° in JSL Division 2                         |
| Nissan Motors     | dettagli          | Yokohama  | 2° in JSL Division 2                         |
| Sumitomo Metals   | dettagli          | Kashima   | 3° in JSL Division 2                         |
| Tanabe Pharma     | dettagli          | Osaka     | 10° in JSL Division 2                        |
| Teijin            | dettagli          | Matsuyama | 8° in JSL Division 2 (come Teijin Matsuyama) |
| Toshiba Horikawa  | dettagli          | Horikawa  | 1° nei playoff regionali (promosso)          |
| Toyota Motors     | dettagli          | Susono    | 10° in JSL Division 1 (retrocesso)           |
| Yanmar Club       | dettagli          | Osaka     | 4° in JSL Division 2                         |

### Allenatori
Division 1
| Club              | Allenatore         |
| ----------------- | ------------------ |
| Fujita Kogyo      | Yoshinobu Ishii    |
| Fujitsu           | Shigeo Yaegashi    |
| Furukawa Electric | Mitsuo Kamata      |
| Hitachi           | Takahito Hu        |
| Mitsubishi HI     | Kenzō Yokoyama     |
| Nippon Kokan      | Minoru Ueda        |
| Nippon Steel      | Teruki Miyamoto    |
| Toyo Kogyo        | Aritatsu Ogi       |
| Yanmar Diesel     | Kunishige Kamamoto |
| Yomiuri           | Shōichi Nishimura  |

Division 2
| Club             | Allenatore          |
| ---------------- | ------------------- |
| Honda Motor      | Katsuyoshi Kuwahara |
| Kofu Club        | Tomotsugu Iwama     |
| Kyoto Shiko      | Seishiro Shimatani  |
| Nissan Motors    | Shū Kamo            |
| Sumitomo Metals  | Eiji Yamamoto       |
| Tanabe Pharma    | Hiroshi Motohara    |
| Teijin           | Sconosciuto         |
| Toshiba Horikawa | Hiroshi Shimizu     |
| Toyota Motors    | Kenji Soga          |
| Yanmar Club      | Yoji Mizuguchi      |

## Classifiche finali

### JSL Division 1
|                     | Pos. | Squadra           | Pt | G  | V (dcr) | P (dcr) | GF | GS | DR  |
| ------------------- | ---- | ----------------- | -- | -- | ------- | ------- | -- | -- | --- |
| Giappone (bandiera) | 1.   | Mitsubishi HI     | 54 | 18 | 13 (1)  | 4 (0)   | 30 | 13 | +17 |
|                     | 2.   | Yanmar Diesel     | 47 | 18 | 11 (1)  | 5 (1)   | 33 | 26 | +7  |
|                     | 3.   | Fujita Kogyo      | 46 | 18 | 9 (3)   | 2 (4)   | 35 | 14 | +21 |
|                     | 4.   | Yomiuri           | 43 | 18 | 10 (1)  | 6 (1)   | 40 | 30 | +10 |
|                     | 5.   | Hitachi           | 34 | 18 | 8 (1)   | 9 (0)   | 36 | 30 | -4  |
|                     | 6.   | Toyo Kogyo        | 34 | 18 | 7 (3)   | 8 (0)   | 23 | 34 | -11 |
|                     | 7.   | Nippon Kokan      | 30 | 18 | 7 (0)   | 9 (0)   | 19 | 21 | -2  |
|                     | 8.   | Nippon Steel      | 26 | 18 | 5 (2)   | 9 (2)   | 16 | 18 | -2  |
|                     | 9.   | Fujitsu           | 17 | 18 | 3 (1)   | 11 (3)  | 14 | 29 | -15 |
|                     | 10.  | Furukawa Electric | 15 | 18 | 3 (1)   | 13 (1)  | 9  | 30 | -21 |

Legenda:

      Campione del Giappone

      Retrocessa in Japan Soccer League Division 2 1979

Note:
Quattro punti a vittoria dopo i tempi regolamentari, due punti a vittoria dopo i tiri di rigore, un punto a sconfitta dopo i tiri di rigore, zero punti a sconfitta dopo i tempi regolamentari.

### JSL Division 2
|  | Pos. | Squadra          | Pt | G  | V (dcr) | P (dcr) | GF | GS | DR  |
|  | ---- | ---------------- | -- | -- | ------- | ------- | -- | -- | --- |
|  | 1.   | Honda Motor      | 57 | 18 | 13 (1)  | 1 (2)   | 39 | 9  | +30 |
|  | 2.   | Nissan Motors    | 46 | 18 | 10 (2)  | 4 (2)   | 36 | 16 | +20 |
|  | 3.   | Kofu Club        | 38 | 18 | 9 (1)   | 8 (0)   | 32 | 33 | -1  |
|  | 4.   | Yanmar Club      | 38 | 18 | 8 (3)   | 7 (0)   | 29 | 31 | -2  |
|  | 5.   | Tanabe Pharma    | 37 | 18 | 7 (3)   | 5 (3)   | 23 | 16 | +7  |
|  | 6.   | Teijin           | 34 | 18 | 7 (2)   | 7 (2)   | 25 | 22 | +3  |
|  | 7.   | Toshiba Horikawa | 34 | 18 | 7 (2)   | 7 (2)   | 20 | 20 | 0   |
|  | 8.   | Sumitomo Metals  | 30 | 18 | 7 (0)   | 9 (2)   | 29 | 28 | +1  |
|  | 9.   | Toyota Motors    | 22 | 18 | 5 (1)   | 12 (0)  | 26 | 42 | -16 |
|  | 10.  | Kyoto Shiko      | 8  | 18 | 1 (1)   | 14 (2)  | 15 | 51 | -36 |

Legenda:

      Promossa in Japan Soccer League Division 1 1979

      Retrocessa nei campionati regionali

Note:
Quattro punti a vittoria dopo i tempi regolamentari, due punti a vittoria dopo i tiri di rigore, un punto a sconfitta dopo i tiri di rigore, zero punti a sconfitta dopo i tempi regolamentari.

## Risultati

### Tabellone
Division 1
|                       | Mit  | Yan  | Fuk  | Yom  | Hit  | Toy  | Nkk  | Nip  | Fuj  | Fur  |
| --------------------- | ---- | ---- | ---- | ---- | ---- | ---- | ---- | ---- | ---- | ---- |
| Mitsubishi Heavy Ind. | –––– | 2-0  | 0-4  | 3-1  | 2-3  | 5-1  | 1-0  | 3-0  | 1-0  | 1-0  |
| Yanmar Diesel         | 0-1  | –––– | 1-5  | 4-2  | 2-1  | 5-0  | 3-2  | 1-0  | 3-1  | 2-1  |
| Fujita Kogyo          | 3-4  | 2-3  | –––– | 2-1  | 2-0  | 2-4  | 1-0  | 1-0  | 5-3  | 5-0  |
| Yomiuri               | 0-1  | 3-1  | 3-2  | –––– | 2-1  | 3-4  | 1-2  | 3-1  | 4-1  | 2-1  |
| Hitachi               | 0-4  | 1-2  | 0-4  | 3-4  | –––– | 3-1  | 0-2  | 3-2  | 2-0  | 1-0  |
| Toyo Kogyo            | 1-3  | 0-1  | 1-0  | 3-1  | 0-2  | –––– | 5-3  | 0-5  | 2-0  | 2-0  |
| Nippon Kokan          | 0-1  | 2-0  | 0-1  | 0-3  | 1-4  | 3-2  | –––– | 0-1  | 2-0  | 2-0  |
| Nippon Steel          | 1-0  | 5-4  | 4-3  | 1-2  | 0-3  | 1-2  | 1-3  | –––– | 0-1  | 1-0  |
| Fujitsu               | 0-2  | 2-3  | 4-5  | 2-3  | 1-0  | 0-1  | 4-2  | 1-0  | –––– | 0-1  |
| Furukawa Electric     | 2-0  | 1-3  | 3-4  | 0-5  | 1-2  | 0-2  | 1-0  | 0-2  | 4-2  | –––– |

Division 2
|                  | Fuj  | Yom  | Tan  | Hon  | Tei  | Yac  | Sum  | Kof  | Ksh  | Fuc  |
| ---------------- | ---- | ---- | ---- | ---- | ---- | ---- | ---- | ---- | ---- | ---- |
| Honda Motor      | –––– | 1-0  | 4-1  | 0-1  | 5-3  | 4-0  | 9-10 | 3-0  | 3-1  | 2-0  |
| Nissan Motors    | 1-2  | –––– | 3-2  | 2-0  | 4-1  | 6-7  | 1-0  | 1-0  | 1-0  | 3-1  |
| Kofu Club        | 1-3  | 3-1  | –––– | 0-2  | 0-3  | 0-4  | 3-1  | 3-0  | 4-2  | 2-1  |
| Yanmar Club      | 0-4  | 4-2  | 2-0  | –––– | 1-0  | 0-3  | 5-4  | 5-4  | 1-3  | 3-0  |
| Tanabe Pharma    | 5-4  | 4-5  | 3-2  | 4-1  | –––– | 5-4  | 0-1  | 0-2  | 1-0  | 3-0  |
| Teijin           | 0-2  | 0-2  | 1-3  | 3-1  | 3-1  | –––– | 0-1  | 3-0  | 2-4  | 4-2  |
| Toshiba Horikawa | 4-3  | 0-2  | 0-2  | 1-3  | 0-1  | 0-1  | –––– | 2-0  | 3-0  | 7-8  |
| Sumitomo Metals  | 0-1  | 1-3  | 2-5  | 4-1  | 3-4  | 3-0  | 2-4  | –––– | 3-0  | 4-1  |
| Toyota Motors    | 1-3  | 4-2  | 1-2  | 1-5  | 1-3  | 2-1  | 0-1  | 0-3  | –––– | 7-6  |
| Kyoto Shiko      | 0-4  | 0-6  | 1-2  | 2-4  | 2-1  | 1-5  | 1-2  | 0-3  | 2-4  | –––– |

Legenda:

      Risultato maturato dopo i tiri di rigore

### Spareggi promozione/salvezza
|                   |     |                   | Città e data                |
| ----------------- | --- | ----------------- | --------------------------- |
| Fujitsu           | 0-2 | Nissan Motors     | Yokohama, 16 novembre 1978  |
| Furukawa Electric | 1-0 | Honda Motor       | Toyota, 16 novembre 1978    |
|                   |     |                   |                             |
| Nissan Motors     | 1-2 | Fujitsu           | Tokyo, 25 novembre 1978     |
| Honda Motor       | 0-0 | Furukawa Electric | Hamamatsu, 25 novembre 1978 |

### Play-off interdivisionali
|               |     |               | Città e data             |
| ------------- | --- | ------------- | ------------------------ |
| Toyota Motors | 1-0 | Toho Titanium | Toyota, 16 dicembre 1978 |
| Kyoto Shiko   | 1-3 | Yamaha Motors | 16 dicembre 1978         |
|               |     |               |                          |
| Toho Titanium | 2-1 | Toyota Motors | Tokyo, 23 dicembre 1978  |
| Yamaha Motors | 0-1 | Kyoto Shiko   | Iwata, 23 dicembre 1978  |

## Statistiche

### Classifiche di rendimento

#### Rendimento andata-ritorno
| Andata                | Andata | Ritorno               | Ritorno |
|                       |        |                       |         |
| Fujita Kogyo          | 31     | Yomiuri               | 28      |
| Mitsubishi Heavy Ind. | 28     | Mitsubishi Heavy Ind. | 26      |
| Yanmar Diesel         | 28     | Toyo Kogyo            | 20      |
| Hitachi               | 20     | Yanmar Diesel         | 19      |
| Nippon Kokan          | 17     | Fujita Kogyo          | 15      |
| Yomiuri               | 15     | Hitachi               | 14      |
| Toyo Kogyo            | 14     | Nippon Kokan          | 13      |
| Nippon Steel          | 13     | Nippon Steel          | 13      |
| Fujitsu               | 5      | Fujitsu               | 12      |
| Furukawa Electric     | 4      | Furukawa Electric     | 11      |

| Andata           | Andata | Ritorno          | Ritorno |
|                  |        |                  |         |
| Honda Motor      | 28     | Honda Motor      | 29      |
| Nissan Motors    | 28     | Kofu Club        | 22      |
| Yanmar Club      | 20     | Tanabe Pharma    | 21      |
| Toshiba Horikawa | 20     | Yanmar Club      | 18      |
| Teijin           | 17     | Teijin           | 17      |
| Kofu Club        | 16     | Sumitomo Metals  | 17      |
| Tanabe Pharma    | 16     | Nissan Motors    | 16      |
| Sumitomo Metals  | 13     | Toshiba Horikawa | 14      |
| Toyota Motors    | 10     | Toyota Motors    | 12      |
| Kyoto Shiko      | 4      | Kyoto Shiko      | 4       |

### Primati stagionali
| Record della Division 1 - Maggior numero di vittorie: Mitsubishi Heavy Ind.(14) - Minor numero di sconfitte: Mitsubishi Heavy Ind. (4) - Miglior attacco: Yomiuri (40) - Miglior difesa: Mitsubishi Heavy Ind. (13) - Miglior differenza reti: Fujita Kogyo (+21) - Maggior numero di sconfitte: Fujitsu e Furukawa Electric (14) - Minor numero di vittorie: Toyo Kogyo e Nippon Kokan (2) - Peggior attacco: Fujitsu e Furukawa Electric (14) - Peggior difesa: Toyo Kogyo (34) - Peggior differenza reti: Furukawa Electric (-21) | Record della Division 2 - Maggior numero di vittorie: Honda Motor (14) - Minor numero di sconfitte: Honda Motor (3) - Miglior attacco: Honda Motor (39) - Miglior difesa: Honda Motor (9) - Miglior differenza reti: Honda Motor (+30) - Maggior numero di sconfitte: Kyoto Shiko (16) - Minor numero di vittorie: Kyoto Shiko (2) - Peggior attacco: Kyoto Shiko (15) - Peggior difesa: Kyoto Shiko (51) - Peggior differenza reti: Kyoto Shiko (-36) |

### Classifica marcatori
| Gol |  |  | Giocatore             | Squadra       |
| --- |  |  | --------------------- | ------------- |
| 15  |  |  | João Dickson Carvalho | Fujita Kogyo  |
| 15  |  |  | Kunishige Kamamoto    | Yanmar Diesel |
| 13  |  |  | Toshiki Okajima       | Yomiuri       |
| 7   |  |  | Shoji Wago            | Yomiuri       |
| 7   |  |  | Kazuaki Hamaguchi     | Yomiuri       |
| 7   |  |  | Hiroyuki Usui         | Hitachi       |
| 7   |  |  | Akira Matsunaga       | Hitachi       |
| 7   |  |  | Shinichi Yasuhara     | Toyo Kogyo    |
| 7   |  |  | Seiichi Sakiya        | Nippon Steel  |
| 7   |  |  | Minoru Yamade         | Toyo Kogyo    |
| 7   |  |  | Yoshitaka Takahashi   | Nippon Steel  |

| Gol |  |  | Giocatore       | Squadra   |
| --- |  |  | --------------- | --------- |
| 12  |  |  | Atsuhito Kazuno | Kofu Club |